# Ilija Kożucharow
Ilija Iwanow Kożucharow (bułg. Илия Иванов Кожухаров; ur. 13 listopada 1893 w Gabrowie, zm. 12 czerwca 1994 w Sofii) – bułgarski polityk i prawnik, minister sprawiedliwości (1938), minister handlu i przemysłu (1938–1939), burmistrz Gabrowa.

## Życiorys
Urodził się w Gabrowie, w rodzinie prawosławnego duchownego Iwana Kożucharowa i Wasiliki. Po ukończeniu gimnazjum w Sofii studiował prawo w Aix-en-Provence. W czasie wojen bałkańskich służył jako ochotnik w 23 pułku piechoty, brał udział w I wojnie światowej. Po wojnie dokończył studia prawnicze na Uniwersytecie Sofijskim i rozpoczął pracę w sądzie w Wielkim Tyrnowie, skąd przeszedł do Gabrowa, a następnie do Berkowicy. W latach 1923–1932 i 1934-1935 pełnił funkcję burmistrza Gabrowa. W okresie jego rządów uruchomiono w mieście sieć wodociągów i kanalizację.
W latach 1932–1934 pracował jako adwokat w Gabrowie. W 1935 rozpoczął pracę w ministerstwie spraw wewnętrznych i opieki zdrowotnej, na stanowisku sekretarza generalnego. 28 stycznia 1938 objął stanowisko ministra sprawiedliwości w gabinecie Georgi Kioseiwanowa, a od listopada ministra handlu i przemysłu. W latach 1939–1948 pracował jako adwokat w Sofii. W 1941 przez kilka miesięcy pełnił funkcję gubernatora Okręgu Biełomorskiego.
W 1949 aresztowany wraz z członkami najbliższej rodziny. W latach 1951–1954 osadzony w obozie pracy w Belene. Po uwolnieniu, w latach 1954-1955 pracował w przedsiębiorstwie transportowym w Ruse, a od 1956 w Sofii. W 1965 przeszedł na emeryturę. Zmarł w Sofii w 1994, pochowany w Gabrowie.
W 1993 otrzymał honorowe obywatelstwo Gabrowa.
Był żonaty (żona Canka z d. Negencowa), miał dwoje dzieci.